# تولك (مقاطعة غيلانغرب)
تولك (بالفارسية: تولک) هي قرية تقع في كرمانشاه في إيران. يقدر عدد سكانها بـ 154 نسمة .